# 괴도 세인트 테일
《괴도 세인트 테일》(怪盗セイント・テール 가이토 세인토 테루[*])는 일본의 타치가와 메구미가 《나카요시》에 연재한 만화이자 이를 원작으로 한 TV 애니메이션이다. 한국어 더빙 애니메이션은 《천사소녀 네티》(天使少女 네티)라는 제목으로 방영되었고, 한국어 정발판 만화는 ‘천사소녀 네티’를 부제로 사용하였다. TV아사히, TMS(도쿄무비신사)에서 만든 일본의 애니메이션으로, TV아사히 1995년 10월 12일 부터 1996년 9월 12일 까지 및 KBS 2TV에서 1996년 12월 20일부터 1997년 2월 19일까지 종료했다.

## 방송 일시
| 방송 채널 | 방송일                             | 방송 시간 |
| --------- | ---------------------------------- | --------- |
| TV아사히  | 1995년 10월 12일 ~ 1996년 9월 12일 | 종료      |
| KBS 2TV   | 1996년 12월 20일 ~ 1997년 2월 19일 | 종료      |

## 작품 소개
일본잡지 나카요시 1994년 10월호부터 연재를 시작했는데, 처음에는 단기연재로 끝날 예정이었고 실제로 1994년 10월호부터 1995년 1월호까지만 연재되었다. 그러나, 높은 호평에 힘입어 1995년 3월호부터 다시 연재되기 시작하여 1996년 12월호까지 계속되었다(1996년 11, 12월호는 번외편으로, 실질적인 본편의 연재기간은 10월호까지).
이러한 인기는 애니메이션 제작으로 이어졌고, 1995년 10월 12일부터 1996년 9월 12일까지 총 43화 완결로 TV 아사히 계열 방송국에서 방송되었다. 원작의 경우는 변신 후 단순한 마술만을 쓰는 것이 패턴이었으나, 애니메이션에서는 마술의 유형이 다양하고 매직 아이템도 여러 개 등장한다는 점이 다르다. 또한, 애니메이션과 코믹스의 연재가 병행되었기 때문에, 애니메이션에서는 대부분 독자적인 스토리가 진행되었고, 원작과 비슷한 내용이더라도 상당 부분 설정이 추가되었다.
한국어 더빙판은 《천사소녀 네티》(天使少女 네티)라는 제목으로 방영되었으며, 3개 에피소드가 빠져 총 40화 완결로 1996년 12월 20일부터 1997년 2월 19일까지 KBS 2TV를 통해 매주 평일에 방송되었으며, 이후 1999년 1월 13일부터 3월 29일까지 KBS 2TV를 통해 매주 월~목요일에 재방영되었으며, 2002년까지 투니버스를 통해서 수시로 편성 된 바있고, 2007년 6월 16일부터 9월 8일까지 투니버스에서 다시 한번 재방영된 기록이 있다. 이후 투니버스 홈페이지에서 VOD서비스로 제공한 바 있다. 2013년 이후로 VOD 서비스는 중단되었다.
세가에서 이 작품을 원작으로 패밀리 뮤지컬을 제작하여 일본 전국 30개소에서 공연되었다. 뮤지컬 내용은 천사소녀 네티 1~2화부분을 이용해서 상연을 하였다고 한다.
토미에서 세가 새턴 및 게임 기어로 게임 소프트웨어를 발매하기도 했으며, 세계 각국에서 인기를 얻었다.

## 줄거리
세이카시 (국내더빙판: 캔자스시) 에 있는 성 폴리아 학원 중등부 2학년에 재학 중인 하네오카 메이미(한국더빙판: 샐리)는 평범한 소녀. 그러나 밤에는 세이카시를 흔들어 놓는 괴도 세인트테일(국내더빙판: 천사소녀 네티)로 활약하고 있다. 그리고 그런 그녀를 끈질기게 추적하는 것은 같은반의 소년 아스카 주니어(한국더빙판: 셜록스). 낮에는 교실에서 티격태격하는 클래스메이트로 밤에는 서로 쫓고 쫓기는 관계를 이어가던 도중 두 사람은 서로 미묘한 감정을 느끼게 되는데...

## 등장인물
하네오카 메이미/괴도 세인트 테일 (羽丘 芽美／怪盗セイント・テール) / 샐리 /천사소녀 네티
아스카 주니어 (アスカJr) / 셜록스
8월 12일생 사자자리, 혈액형은 AB형, 신장은 159cm, 체중은 53kg.
메이미의 같은 반 소년으로 본명은 아스카 다이키(飛鳥大貴). 매우 우수한 두뇌로 학년 최 상위권을 유지하는 천재이며 형사인 아버지를 두고 있어 굉장히 모험을 즐기는 타입이다. 다만 머리는 좋지만 차분함이 없고 생각하기보다는 무작정 행동이 앞서는지라 그 때문에 매일 밤 괴도 세인트 테일을 끈질기게 쫓아다니지만 매번 놓친다. 하지만 그 과정에서 세인트 테일로부터 메이미를 떠올리게 되고 이에 아스카 주니어는 세인트 테일을 반드시 잡겠다고 다짐한다. 한편으로 그 역시 메이미에게 호감을 느끼게 된다. 마지막에 세인트 테일을 붙잡지만 이 사실은 알리지 않고 평생 비밀로 간직하며 8년 후에 메이미에게 약혼반지를 건네며 프로포즈를 하고 인연은 결실을 맺게 된다.
미모리 세이라 (深森 聖良) / 세인트
7월 3일생, 게자리, 혈액형은 B형, 신장은 152cm, 체중은 43.5kg.
메이미의 같은 반으로 단짝친구. 견습수녀로 방과 후에는 학원의 예배당과 참회실에서 상담을 받고 있는 봉사활동을 하고 있다. 억울하게 당한 사람들의 고민을 들어주고, 이를 세인트 테일에게 전달 해 준다. 거기에 어떻게 알아냈는지 신기할정도로 속속히 정보를 수집해 알려주며, 철두철미하게 계획까지도 짜주는 한 마디로 세인트 테일의 훌륭한 참모를 맡고있다. 어른스럽고 차분하며, 눈치가 빨라 메이미에게 여러 가지 조언을 해주지만 가끔은 장난기가 발동해 놀리기도한다.
루비 (ルビィ)
보석 도난 사건에 이용되었지만, 그 사건이 해결된 이후로는 메이미가 데려가 파트너 겸 애완동물로 기르게 되는 고슴도치이다. 메이미를 매우 잘 따르며 때로는 세인트 테일의 작전 수행에 도움이 되기도 한다. 이름의 유래는 메이미의 아버지 겐이치로가 어머니 에이미와 결혼 전에 내준 결혼반지에 있는 루비 보석.
타카미야 리나 (高宮 リナ) / 리나
5월 19일생, 황소자리, 혈액형은 B형.
모리나카 세이카 시장의 조카딸로, 우연히 마주친 아스카 주니어에게 반해 성 폴리아 학원으로 편입하게 된다. 키가 매우 크고, 모델 같은 체형의 매우 직설적이고 씩씩한 성격으로, 괴도 세인트 테일을 자기 손으로 잡겠다고 공언하는가 하면 아스카 주니어를 어떻게든 세인트 테일로부터 떼어내기 위해 온갖 시도를 다 해보지만 결국 실패하고 만다. 이후로는 모든 것을 포기하고 아스카 주니어와 메이미의 사이를 조용히 지켜보게 된다. 에필로그에서는 꿈에도 그리던 여경이 된다.
사와타리 마나토 (佐渡 真人) / 마리오
12월 8일생, 사수자리, 혈액형은 O형.
성 폴리아 학원 중등부 신문부 소속으로, 그에 걸맞게 온갖 특종을 만드는 데 혈안이 되어 있다. 준수한 외모 덕분에 큰 인기를 얻고 있지만 정작 마나토는 메이미에게 관심이 있다. 그러나 메이미가 아스카 주니어와 사귀게 된 이후로는 바로 세이라에게 추근대는 등, 꽤나 바람끼가 있는 편. 그나마 리나가 적절한 응징 덕분에 큰 문제는 일으키지 않고 있다. 아스카 주니어와는 항상 티격태격하지만 같이 붙어다닌거 보면 그렇게 나쁜사이는 아닌듯하다. 아스카 주니어로부터 '사루와타리'라고 불리는데 본인은 굉장히 싫어한다. (참고로 '사루'는 일본어로 원숭이를 뜻하며, 한국판에서는 '미스터 몽키'라고 불렸다.)
쿄코 (恭子) (나리)
메이미의 같은 반 친구. 성씨는 불명. 얼핏 다소곳하고 얌전해보이지만 실상은 수다떨기 좋아하고 말도 많은 시끄러운 아가씨이다. 이 만화의 감초같은 존재로 료코와는 수다콤비(시끄러운 두 사람)의 제동담당 역이지만, 가끔은 반대로 폭주할 때도 있다.
료코 (涼子) / 주리
메이미의 같은 반 친구. 성씨는 불명. 원작에서는 정원 디자인 회사의 딸이라고 하는 설정이며, 여성스럽게 생긴 쿄코와 달리 외모부터 선머슴같고 성격 역시 매우 활발하고 다소 괄괄한 면이 있다. 수다 떠는 것을 좋아하고, 쿄코와의 수다콤비 중 주로 폭주하는 역할이지만 때때로 쿄코가 폭주하면 그 반대가 되어 말리기도 한다.
하네오카 겐이치로 (羽丘 源一郎) / 피터(TV방영시) / 데이비드(국내발행 코믹스)
3월 1일생의 혈액형은 A형.
메이미의 아버지로 마술사이다. 한때 '괴도 루시퍼'로 활동하던 에이미가 경찰의 추적을 피하던 도중 숨어든 곳이 바로 겐이치로의 집이었고 이것을 계기로 두 사람이 결혼하여 메이미를 낳게 되었다. 굉장히 자상하고 온화한 성격으로 부부금슬도 좋다. 가끔씩 에이미와 메이미에게 이런저런 신기한 마술을 보여주기도 하고 이것이 메이미의 괴도 세인트 테일 활동에 큰 기여를 하고 있다.
하네오카 에이미 (羽丘 映美) / 루시아(TV방영시) / 멜라니(국내발행 코믹스)
10월 27일생의 혈액형은 A형.
메이미의 어머니로 한 때 '괴도 루시퍼'라고 불렸던 도둑이었다. 지금은 조용히 집에서 가정주부로 지내고 있지만 사실 메이미의 날렵한 운동신경은 전부 어머니인 에이미로부터 물려받은 것. 참고로 에이미도 괴도시절에 어떤 경찰에게 꽤나 시달렸는데 그 경찰이 다름 아닌 아스카 주니어의 아버지 아스카 형사이다. 애니메이션에서는 딸이 밤중에 늘 나간단 사실 등 괴도 행각에 대해 어렴풋 눈치채고 있는 모습을 보여준다.
아스카 형사 (飛鳥 友貴) / 한스 반장
아스카 주니어의 아버지로 세이카시 경찰서의 형사이다. 나름대로 괴도 세인트 테일을 잡기 위해 분주하게 뛰지만 결국 실패로 돌아가고 대신 세인트 테일의 도움으로 해당 사건의 진범을 검거하게 된다.
모리나카 히데오 (森中 秀雄) / 시장
세이카시의 시장을 맡고 있다. 최초로 세인트 테일의 존재를 입증해낸 아스카 주니어에게 직접 수사허가증을 내주고 수사를 독려해주는 등 아스카 주니어에게 많은 관심을 쏟고 있다. 간혹 아스카 주니어와 세인트 테일에 관한 소문을 듣고 수사권 박탈을 고려한 적도 있지만 진범이 밝혀진 이후에는 수사권 박탈을 철회했다.
센도 카바코 (仙道椛子) ／괴도 로즈마리 (怪盗ローズマリー）
메이미의 어머니 에이미의 괴도 시절(괴도 루시퍼)의 라이벌. 이름에 콤플렉스를 가지고 있어 괴도 루시퍼와 세인트 테일이 자신의 이름이 적힌 풍선 예고장때문에 그녀에게 복수하려 한다. 한국판에서는 당시 심의로 해당 에피소드가 전부 삭제되어 방영하지 않았다. 여담으로 마쥬 말로는 귀여운 것을 굉장히 좋아한다고...

### 센도 마쥬 (仙道真珠) / 래시
로즈마리(센도 카부코)의 양녀로 로즈마리를 친 엄마처럼 따른다. 나이는 11살이며 아직 어린애라 그런지 성격은 정직한 편. 로즈마리의 명령에 복종해 세인트 테일과 아스카를 괴롭혔다. 점성술과 최면술을 사용한다.

## 일본판
목소리 출연 
- 사쿠라이 토모 - 괴도 세인트 테일 (羽丘 芽美, 怪盗セイント・テール) 하네오카 메이미(羽丘 芽美)
- 오카노 코우스케 - 아스카 주니어 (アスカJr)
- 이노우에 키쿠코 - 미모리 세이라 (深森 聖良)
- 코오로기 사토미 - 루비 (ルビィ)
- 나가시마 유코 - 타카미야 리나 (高宮 リナ)
- 모리카와 토시유키 - 사와타리 마나토 (佐渡 真人)
- 이와오 준코 - 쿄코 (恭子)
- 코오로기 사토미 - 료코 (涼子)
- 이노우에 카즈히코 - 하네오카 겐이치로 (羽丘 源一郎) 피터, 데이비드
- 에노모토 치에코 - 하네오카 에이미 (羽丘 映美) 루시아, 멜라니
- 오오츠카 아키오 - 아스카 형사 (飛鳥 友貴)
- 나카무라 히데토시 - 모리나카 히데오 (森中 秀雄)
- 코우다 나오코 - 센도 카바코 (仙道椛子)
- 카나이 미카 - 센도 마쥬 (仙道真珠)

## 한국판
목소리 출연
- 안경진 - 샐리, 네티
- 이영주 - 셜록스
- 이현선 - 세인트
- 코오로기 사토미 - 루비
- 김정애 - 리나, 래시, 마리오
- (故)장정진 - 마리오(어른), 한스 반장[4],
- 이향숙 - 나리, 루시아
- 김혜미 - 주리, 괴도 로즈마리 (怪盗ローズマリー）
- 홍시호 - 셜록스(어른), 피터
- 이봉준 - 시장

## OST

### 여는 노래
시간을 넘어서 (時を越えて) （1 ~ 24화）
작사/노래 :마츠유키 야스코(松雪泰子) 작곡 : 마츠모토 토시아키 (松本俊明) 편곡 : 쿠도 야스지(黒羽康司)
내일을 향해 달려 나가자 (明日へと駆け出してゆこう)（25 ~ 최종화(43）
작사/노래 : 마츠다 세이코 (松田聖子) 작곡 : 마츠다 세이코, 오구라 아키라 편곡 : 토리야마 유지 (鳥山雄司)

#### 닫는 노래
순수한 마음 순심(純心)（1 ~ 24화）
작곡/노래 이노우에 쇼코 (井上昌己) 작사 : 코가 카츠야 (古賀勝哉) 편곡 : 쿄다 세이치 (京田誠一)
Up Side Down -영원의 고리- (Up Side Down -永遠の環-) （25 ~ 38화）
작곡/노래 : 이노우에 쇼코 (井上昌己) 작사 : 코가 카츠야 (古賀勝哉)　편곡 : 모리조노 카츠토시 (森園勝敏)
꿈꾸는 멜로디 (夢みるメロディー)（39 ~ 최종화(43）
노래 : 카지타니 미유키(梶谷美由紀) 작곡 : 사에키 겐조 (サエキけんぞう) 작사/편곡 : 스즈키 토모후미 (鈴木智文)

## 제작진
- 치프디렉터 - 나베시마 오사무
- 원작 - 타치가와 메구미
- 캐릭터 디자인 / 작화감독 - 아베 준코(阿部純子)
- 미술감독 - 코바야시 시치로
- 배경 - 아니마루야(あにまる屋)코바야시 프로덕션
- 색채 설계 - 테지마 아케미(手嶋明美)
- 촬영 감독 - 시라오 히토시
- 촬영 - 톰스 포트, 아사히 프로덕샨, 트렌스 아츠
- 편집 - 츠루부치 미츠토시(鶴渕允寿)
- 음향 감독 - 야마다 에츠지(山田悦司)1~40화, 코바야시 카츠요시(小林克良)41~43화
- 음악 - 마츠오 하야토(松尾早人)
- 음악 감독 - 스즈키 세이지(鈴木清司)
- 음악 제작 - Polygram
- 프로듀서 - 이다 마사카즈(依田正和)
- 오노 이츠오(大野逸雄) (1~24화)
- ABC 나카무라 시게키치(中村重喜) (1~24화)
- 와타나베 테츠야(渡辺哲也) (덴츠)
- 오자키 야스미치(尾崎穏通) (TMS)
- 애니메이션 제작 - 도쿄 무비 신사
- 제작 협력 - 덴츠
- 제작 - ABC TV 아사히 도쿄 무비 신사

## 주제가 가사
제목 시간을 넘어서
- 오늘밤엔 무슨 일을 할까
- 누구에게 기쁨을 줄까
- 나쁜 마음 끝이 없는 욕심
- 멀리멀리 사라지면
- 훨씬 아름다운 세상 될 거야
- 뽀동뽀동 고슴도치 귀여운 루비
- 아빠 엄마께서 비밀을 아실까
- 긴 머리 높이 묶고 요술봉 휘두르며
- 빨주노초파남보 동그라미 풍선
- 행복 나눠주는 천사소녀 네티
- 긴 머리 높이 묶고 요술봉 휘두르며
- 빨주노초파남보 동그라미 풍선
- 행복 나눠주는 천사소녀 네티

### 한국판 제작진
- 작사 : 이원희
- 작곡 편곡 : 나영호
- 연주 : 이한음
- 노래 : 장정윤, 정호진
- 녹음 : 백광제
- 그래픽 : 우종만, 이미경
- 편집 : 황인규, 이윤주, 김준석
- 번역 : 이소영
- 연출 : 이원희
- 제작 : KBS미디어

## 일본판 방영 목록
이하 목록은 애니메이션 방영 순서에 따라 나열한 것으로 원작의 순서와 다를 수 있다.
| 화수 | 원작 주제                         | 주제 (원제/풀이)                                  | 주제 (원제/풀이)                             |
| ---- | --------------------------------- | ------------------------------------------------- | -------------------------------------------- |
| 1    | 괴도 세인트 테일 등장             | 登場! キュートな大泥棒!? あなたのハート盗みます。 | 등장! 귀여운 대도둑!? 당신의 마음을 훔칩니다 |
| 1.5  | 애니메이션 오리지널               | やきいも大追跡                                    | 군고구마 대추적                              |
| 2    | 예고장과 도전장                   | 素敵なライバル! アスカJr.                         | 멋진 라이벌! 아스카Jr.                       |
| 3    | 다이아와 밤하늘과 고슴도치        | 芽美の恋人はハリネズミ!?                          | 메이미의 연인은 고슴도치!?                   |
| 4    | 여자의 기분                       | ウエディングヴェールは大嫌い                      | 웨딩 베일은 정말 싫어                        |
| 5    | 세인트 테일의 첫 데이트           | 幸せ伝説!? 時計台の大騒動！                       | 행복 전설!? 시계탑의 대소동!                 |
| 6    | 체리 블로섬                       | 強敵現わる! 噂の転校生リナ                        | 강적 나타나다! 소문의 전학생 리나            |
| 7    | 눈물의 비보전                     | 涙! なみだの初ランデブー!?                        | 눈물! 눈물의 최초 랑데뷰!?                   |
| 8    | 정말 좋아해                       | ピンチ! 落し物にご用心                            | 핀치! 흘린 물건에 조심                       |
| 9    | 웨딩 리허설                       | コンテスト会場は大混乱                            | 콘테스트 회장은 대혼란                       |
| 10   | 아스카 Jr.의 가장 긴 하루         | 告白…しちゃった!?                                 | 고백…해 버렸다!?                             |
| 11   | 파트너 체인지                     | スクープ写真で学院祭大騒動                        | 특종 사진으로 학원제 대소동                  |
| 12   | 약속                              | 仰天! 大トカゲのサンタ?!                          | 질겁! 대도마뱀 산타!?                        |
| 13   | 거울 속의 메이미                  | 神秘! ローザ王女の鏡                              | 신비! 로자 왕녀의 거울                       |
| 14   | 애니메이션 오리지널               | 愛と涙のプラットホーム                            | 사랑과 눈물의 플랫폼                         |
| 15   | 애니메이션 오리지널               | 宝石泥棒を追え! 迷犬リトル                        | 보석 도둑을 쫓아라! 길 잃은 개 리틀          |
| 16   | 애니메이션 오리지널               | 中華の鉄人を盗め!                                 | 중화의 철인을 훔쳐라!                        |
| 17   | 애니메이션 오리지널               | バレンタインのハート泥棒!?                        | 발렌타인의 하트 도둑!?                       |
| 18   | 애니메이션 오리지널               | さわると危険! 超電流に仕掛けられた罠              | 손대면 위험! 고압전류에 설치된 함정          |
| 19   | 크리스마스 선물                   | 彗星大接近！地球最後の夜!?                        | 혜성대접근! 지구 마지막 밤!?                 |
| 20   | 애니메이션 오리지널               | 幻の怪鳥の卵を取り戻せ!                           | 환상의 괴조의 알을 되찾아라!                 |
| 21   | 애니메이션 오리지널               | 思い出のハーモニカを盗め!                         | 추억의 하모니카를 훔쳐라!                    |
| 22   | 애니메이션 오리지널               | UFO現る!? 街は大さわぎ!                           | UFO 현실!? 거리는 대소동!                    |
| 23   | 스노우 드롭스의 마법              | ニセ予告状!?秘密の香水の罠                        | 가짜 예고장!? 비밀의 향수의 함정             |
| 24   | 애니메이션 오리지널               | 許せない！家を壊す悪者たち                        | 용서할 수 없어! 집을 부수는 나쁜사람들       |
| 25   | 애니메이션 오리지널               | 強敵! エリート女刑事と対決                        | 강적! 엘리트 여형사와 대결                   |
| 26   | 애니메이션 오리지널               | 芽美が大富豪の息子と婚約!?                        | 메이미가 대부호의 아들과 약혼!?              |
| 27   | 아이돌은 누구야?!                 | 美少女アイドルを救え!                             | 미소녀 아이돌을 구해라!                      |
| 28   | 우리들의 소야곡 [세레나데] (전편) | 市長の陰謀! 白鳥を盗め (前)                       | 시장의 음모! 백조를 훔치겠습니다 (전)        |
| 29   | 우리들의 소야곡 [세레나데] (후편) | 市長の陰謀! 白鳥を盗め (後)                       | 시장의 음모! 백조를 훔치겠습니다 (후)        |
| 30   | 비밀의 발렌타인                   | 正体がバレる! 芽美危機一髪                        | 정체가 들킨다! 메이미 위기일발               |
| 31   | 애니메이션 오리지널               | 月の宝石を盗め!                                   | 달의 보석을 훔쳐라!                          |
| 32   | 애니메이션 오리지널               | 女子マラソン選手の靴を盗め!                       | 마라톤 선수의 구두를 훔쳐라!                 |
| 33   | 애니메이션 오리지널               | 少女剣士の願い! 名刀を盗め!                       | 소녀 검사의 소원! 명검을 훔쳐라!             |
| 34   | 애니메이션 오리지널               | サラブレッドを取り戻せ!                           | 서러브레드를 되찾아라!                       |
| 35   | 애니메이션 오리지널               | 幸福の樹"を取り戻せ!                              | 행복의 나무를 되찾아라!                      |
| 36   | 애니메이션 오리지널               | 自然の宝・美しき蝶を守れ                          | 자연의 보물·아름다운 나비를 지켜라!          |
| 37   | 애니메이션 오리지널               | 幻の名画! 帰ってきた女探偵                        | 환상의 명화! 돌아온 여탐정                   |
| 38   | 애니메이션 오리지널               | 爆笑! ドタバタ探偵団大活躍                        | 폭소! 허둥지둥 탐정단 대활약                 |
| 39   | 바다로 돌아간 진주                | "白いイルカ"を海へ帰せ!                           | "흰 돌고래"를 바다로 돌려 보내라!            |
| 40   | 보물은 바로 곁에                  | 母の秘密! 女怪盗の復しゅう                        | 엄마의 비밀! 여괴도의 복수                   |
| 41   | 판도라의 소녀                     | 強敵!? かわいい悪魔のワナ!                        | 강적!? 귀여운 악마의 함정!                   |
| 42   | 거울 속의 진실                    | 母の敵! ローズマリーの陰謀                        | 엄마의 적! 로즈마리의 음모                   |
| 43   | 라스트 매직                       | 最後の闘い! アスカを救え                          | 최후의 싸움! 아스카를 구하라                 |

## 한국판 방영 목록
| 화 수      | 주제                   |
| ---------- | ---------------------- |
| 1          | 귀여운 도둑            |
| 2          | 시계답의 비밀          |
| 3          | 고슴도치 루비          |
| 4          | 화이트 크리스마스      |
| 5          | 인형 도독              |
| 6          | 새로운 라이벌          |
| 7          | 네티의 위기            |
| 8          | 아더의 글러브          |
| 9          | 유리와 드레스          |
| 10         | 천사소녀의 고백        |
| 11         | 축재 대소동            |
| 12         | 신비한 거울            |
| 13         | 사랑의 정거장          |
| 14         | 보석 도둑              |
| 15         | 옛 사랑                |
| 16         | 발렌타인 데이          |
| 17         | 초강력 함정            |
| 18         | 혜성 대소동            |
| 19         | 푸푸아알의 비밀        |
| 20         | 추억의 하모니카        |
| 21         | UFO의 비밀             |
| 22         | 추억의 보석함          |
| 23         | 향수의 비밀            |
| 24         | 여경찰 산타나          |
| 25         | 셀리가 약혼을 한다구?! |
| 26         | 보석도둑을 잡아라!     |
| 27         | 삼푸모델 경연대회      |
| 28         | 루비가 인형이라구?     |
| 29         | 운동화를 찾아라!       |
| 30         | 애마 뷰티!!            |
| 31         | 행복의 나무!!          |
| 32         | 자연을 보호합시다!     |
| 33         | 사장의 음모 (상)       |
| 34         | 사장의 음모 (하)       |
| 35         | 자유의 날개            |
| 36         | 소녀 탐정단            |
| 37         | 돌고래를 구하라        |
| 38         | 엄마의 비밀            |
| 39         | 로즈라마 리의 음모     |
| 최종화(40) | 셜록스를 구하라        |

## 미방영
| 화수 | 주제                | 주제                             |
| 1.5  | 애니메이션 오리지널 | 군고구마 대추적                  |
| 4    | 여자의 기분         | 웨딩 베일은 정말 싫어            |
| 33   | 애니메이션 오리지널 | 소녀 검사의 소원! 명검을 훔쳐라! |
| 41   | 판도라의 소녀       | 강적!? 귀여운 악마의 함정!       |
| 41.5 | 애니메이션 오리지널 | 두근두근 스페셜                  |
| 번편 | 세인트테일 탄생!    | 애니메이션 화 되지 않음          |
| 번편 | 크리스마스의 선물   | 애니메이션 화 되지 않음          |
| 번편 | 세이라와 사와타리   | 애니메이션 화 되지 않음          |

## 참고 사항
- 견습 수녀인 세이라가 수녀복을 입고 있는데, 실제 가톨릭 교회에서는 수도회 입회를 한 이후 수련수녀가 되기 전까지는 수녀복을 입지 못한다. 이에 대해서 원작자인 타치카와 메구미는 단행본 내에서 "세이라에게 수녀복을 입힌 것은 제가 잘 몰라서 발생한 실수입니다."라고 밝혔다.
- 대한민국 방영 당시, 마지막 3주간 평균 20%가 넘는 시청률을 기록하며 월간 시청률 통계 9위를 기록하였다. 이는 아동대상 순정장르의 애니메이션으로는 매우 이례적인 것으로 당시 담당 PD가 국민일보와 가진 인터뷰에서 "짜임새 있는 구성, 예쁜 그림체의 주인공이 등장하며 한보 사태 등으로 서민의 박탈감이 심화된 상태에서 불법으로 강탈한 물건을 주인에게 되찾아주는 의적 네티(세인트 테일의 한국명)의 활약은 일반인이 카타르시스를 느낄 만하다."고 밝힌 바 있다.[9]
- 참고로 만화코믹스는 초기에 일본에서 총 7권이 발행되었고 한국에서 그 7권이 서울문화사를 통해 발행이 되었으나 1998년에 발행이 되었다 보니 절판되었다. 그러다 일본에서 2011년 10월부터 총 4권(7권을 4권으로 압축함)으로 구성된 신장판을 발행하였다. 추가로 말하자면 이 신장판은 한국에선 미발행이다. 그리고 이 신장판은 초판한정으로 일본잡지"나카요시"에서 연재될 당시의 포스터가 컬러프린트되어 같이 삽입되어있다.(2012년 8월기준)